# تپه سر گنداب
تپه سر گنداب مربوط به هزاره اول قبل از میلاد - سده‌های ۶–۴ ه.ق است و در شهرستان کوهدشت، بخش کونانی، دهستان زیر تنگ، روستای گنداب واقع شده و این اثر در تاریخ ۲۸ اسفند ۱۳۸۵ با شمارهٔ ثبت ۱۸۴۰۴ به‌عنوان یکی از آثار ملی ایران به ثبت رسیده است.